# Pluja (pel·lícula)
Pluja (títol original en anglès Rain) és una pel·lícula estatunidenca dirigida per Lewis Milestone i estrenada l'any 1932.	
La pel·lícula fou una adaptació de l'obra de Somerset Maugham interpretada per Joan Crawford i Walter Houston. Hi ha una versió anterior titulada Sadie Thompson (1928), de Raoul Walsh, amb Gloria Swanson i Lionel Barrymore; i una versió posterior: Miss Sadie Thompson (1953), de Curtis Bernhardt, amb Rita Hayworth i José Ferrer.

## Argument
Uns viatgers es troben plantats sense mitjans de transport a Pago Pago durant una epidèmia. Entre ells hi ha una prostituta i un missioner que la desitja ardentment.

## Repartiment
- Joan Crawford: Sadie Thompson
- Walter Huston: Alfred Davidson
- Fred Howard: Hodgson
- Ben Hendricks Jr.: Griggs
- William Gargan: Sergent Tim 'Handsome' O'Hara
- Mary Shaw: Ameena
- Guy Kibbee: Joe Horn
- Kendall Lee: Senyora Robert MacPhail
- Beulah Bondi: Senyora Alfred Davidson
- Matt Moore: Dr. Robert MacPhail
- Walter Catlett: Quartermaster Bates

## Galeria

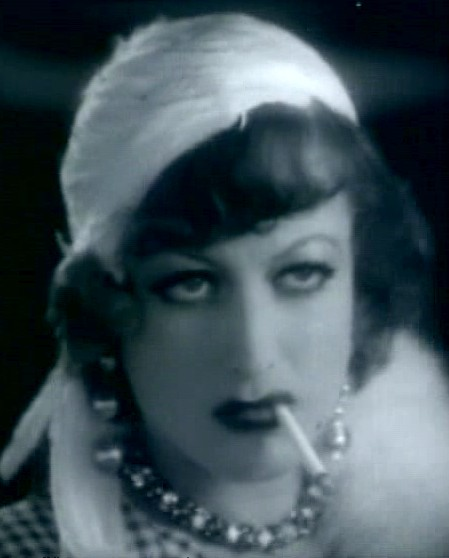
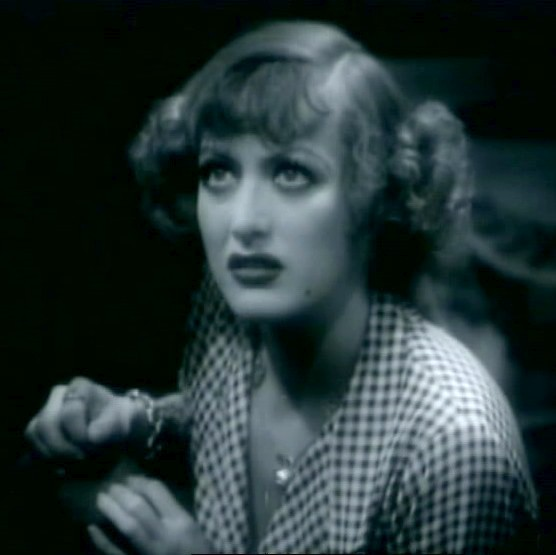
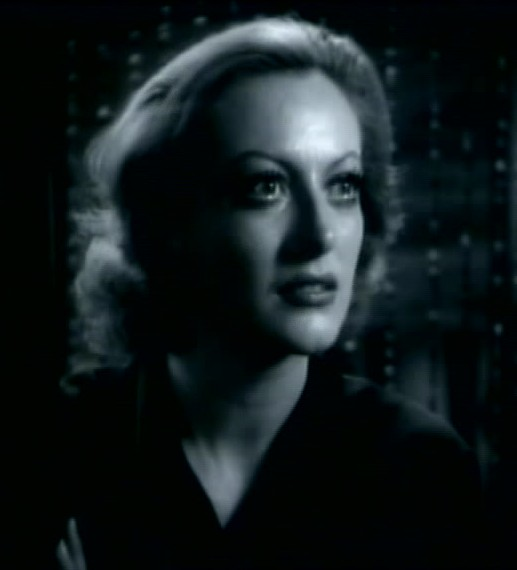
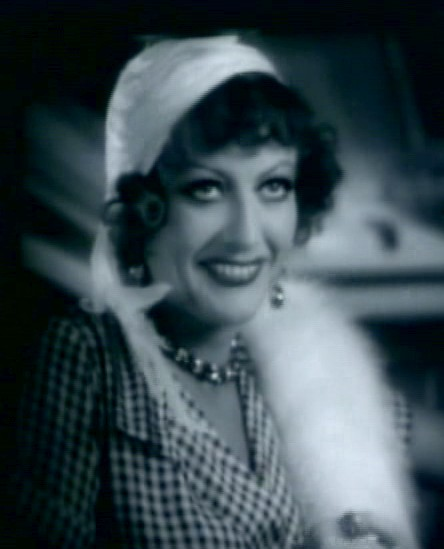

Joan Crawford al film:

## Drets d'autor
L'any 1960, la pel·lícula va entrar a la Llista de pel·lícules de domini públic als Estats Units perquè els propietaris dels drets no van renovar el seuregistre de drets d'autor vint-i-vuit anys després de la publicació.